# Paradijsglansvogel
De paradijsglansvogel (Galbula dea) is een vogel uit de familie van de glansvogels (Galbulidae). De wetenschappelijke naam van de soort werd in 1758 als Alcedo dea gepubliceerd door Carl Linnaeus. Hij baseerde de naam op afbeeldingen van George Edwards en Albertus Seba.

## Verspreiding en leefgebied
Deze soort komt voor in het Amazonebekken.
Er worden vier ondersoorten onderscheiden:
- G. d. dea: Venezuela, de Guyana's en Brazilië ten noorden van de Amazonerivier.
- G. d. amazonum: noordelijk Bolivia en zuidwestelijk Brazilië.
- G. d. brunneiceps: oostelijk Colombia, oostelijk Peru en westelijk Brazilië.
- G. d. phainopepla: het westelijke deel van Centraal-Brazilië.

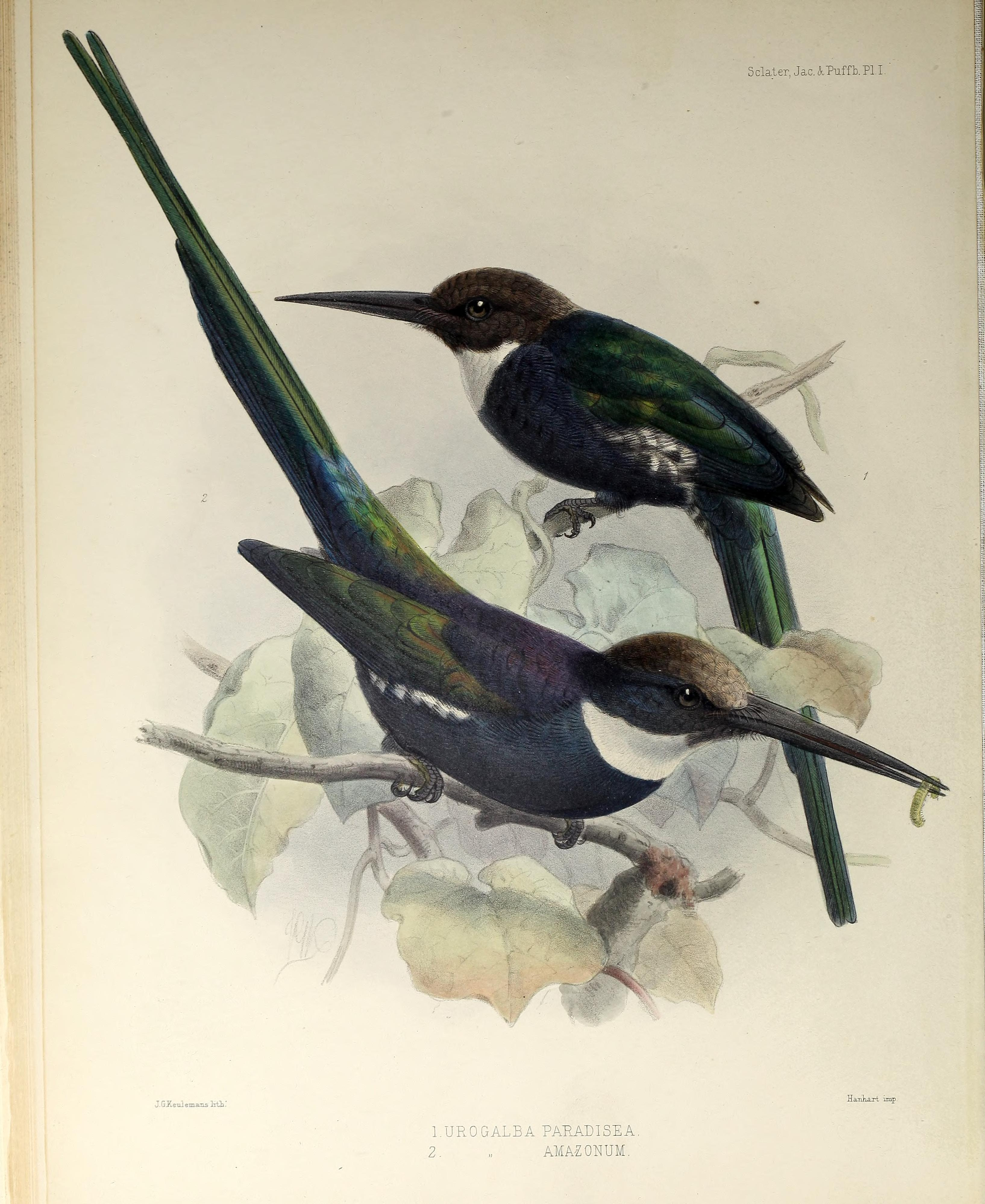
Afbeelding door John Gerrard Keulemans van 'Urogalba paradisea" (Galbula dea); boven, en "Urogalba amazonum" (Galbula dea amazonum); onder

## Status
De grootte van de populatie is niet gekwantificeerd maar de soort wordt omschreven als tamelijk algemeen. Op de Rode lijst van de IUCN heeft deze soort de status niet bedreigd.